# ジュビリー2000
ジュビリー2000（ジュビリーにせん、Jubilee 2000）は、最貧国の債務帳消しを求めて1990年から世界的に広がった社会運動のキャンペーン、およびそれを推進する団体である。最貧国が抱える返済不能な累積債務を西暦2000年を機に帳消しすることを求めた。2001年以降は国別の組織に分かれて活動を継続している。

## 目的と運動の開始
旧約聖書レビ記第25章には、50年に一度ヨベルの年がめぐってくると負債のために奴隷にされた人々を解放し、負債によって奪われた土地を返し、不平等によって分裂した共同体を回復したとある。ヘブライ語のヨベルをラテン語化したのがジュビリーである。これにちなみ、2000年をヨベルの年として最貧国の債務を帳消しにすることを求めたのが、ジュビリー2000である。
この運動の発端は1990年で、最貧国・重債務国を多く抱えるアフリカの、全アフリカ・キリスト教会協議会の呼びかけにより始まった。活動は主にキリスト教会のチャンネルを通して多くの国に広められ、債務に起因する困難な状況を訴えた。
1996年にイギリスのロンドンに事務局をおいて団体としての「ジュビリー2000」が成立した。

## 運動の展開
ジュビリー2000の精神に基づき世界各地で運動に参加するものに運動の統一ロゴマークの使用を認めた。運動の支持者にはロックバンドU2のボノ、モハメド・アリ、ボブ・ゲルドフ、ユッスー・ンドゥール、トム・ヨークらの著名人が加わった。
1998年にイギリスでG8サミットが開かれた時、開催地となったバーミンガムでジュビリー2000の呼びかけに応じた7万人の人々が人間の鎖を作って会場を囲んだ。以降のケルン、沖縄、ジェノバで開催されたG8サミットで、この債務問題が話し合われ、G8サミット参加各国はある程度の債務取り消しを行って運動の働きに応えた。また、イギリス政府は2004年にG8サミット合意以上の債務帳消しを行い、各国に対してさらなる債務帳消しを呼びかけた。後にブレアの後を襲ってイギリスの首相となった当時のブラウン財務相は、国際通貨基金(IMF)保有の金塊を重債務貧困国の債務帳消しに充てるという提案も行った。

## 2001年以降
2001年前半から、ジュービリー2000は世界中の多数の組織に分かれ、各組織はゆるやかな世界的な連合を形成して連絡を取り合いながら、引き続き債務帳消し運動を続けている。
主だったものとして次のものが挙げられる。
第三世界：Jubilee South（アフリカ、アジアとラテンアメリカの多くのジュビリー2000参加団体を含む）
イギリス：Jubilee Debt Campaign（ジュビリー2000運動の起点となったイギリスの国別組織の後身）、Jubilee Scotland（スコットランドの国別組織の後身）、Jubilee Research（NEFが主体となって第三世界の債務状況の情報収集と分析を行う）、Drop The Debt（Jubilee 2000 UKの事務局員が参加して作られ、2001年に開催されたG8ジェノバ・サミットまでの間、ロビー活動、著名人への働きかけ、大衆運動を行った）
アメリカ：Jubilee USA（アメリカの国別組織の後身）
ドイツ：Erlassjahr.de（ドイツの国別組織の後身）
2005年に行われた、日本ではホワイトバンド・プロジェクトとして知られるMake Poverty Historyキャンペーン（「貧困を過去の歴史としよう」運動）も、最貧国の債務を問題としたものであった。